# جنید گوکچر
جنید گوکچر (انگلیسی: Cüneyt Gökçer؛ ۱۹۲۰ – ۲۳ دسامبر ۲۰۰۹) بازیگر اهل ترکیه بود.